# Маруша Ферк
Маруша Ферк (27 вересня 1988 , Блейська Добрава, Єсенице ) — словенська гірськолижниця, учасниця Олімпійських ігор 2010, 2014 та 2018 років, призерка одного етапу Кубка світу. 

## Спортивна кар'єра
2007 року виборола бронзову медаль у комбінації на юніорському чемпіонаті світу в Альтенмаркті (золоту та срібну медалі здобули Ілька Штугець та Ніколь Шмідгофер).
У Кубку світу Ферк дебютувала 2007 року, а в січні 2009 року перший і досі єдиний раз потрапила до трійки найкращих на етапі Кубка світу, в слаломі. У сезоні 2015-2016 посіла 4-те місце в комбінації на етапі Кубка світу у Валь-д'Ізері. Найкраще досягнення Ферк у загальному заліку Кубка світу — 44-те місце в сезоні 2009-2010.
На Олімпіаді-2010 у Ванкувері взяла участь у чотирьох дисциплінах: швидкісний спуск — 20-те місце, комбінація — 15-те, супергігант — не фінішувала, слалом – 23-тє.
На Олімпійських іграх 2014 року змагалась у всіх п'яти дисциплінах, потрапивши до двадцятки найкращих у комбінації (10-те місце), швидкісному спуску, супергіганті та слаломі. У гігантському слаломі Ферк зійшла з траси.
На Олімпійських іграх 2018 року в Пхьончхані посіла 18-те місце в слаломі, 19-те — у швидкісному спуску, 25-те — в супергіганті та 9-те — в командних змаганнях. Також її дискваліфікували в комбінації під час слаломної частини.
За свою кар'єру взяла участь у п'яти чемпіонатах світу (2007, 2009, 2011, 2017, 2019), найкращий результат — 8-ме місце в комбінації на чемпіонаті світу 2017 року.
Використовує лижі виробництва фірми Stoeckli.

## Результати в Кубку світу
Усі результати наведено за даними Міжнародної федерації лижного спорту.

### Підсумкові місця в Кубку світу за роками
| Сезон | Вік | Загальний залік | Слалом | Гігантський слалом | Супергігант | Швидкісний спуск | Гірськолижна комбінація |
| ----- | --- | --------------- | ------ | ------------------ | ----------- | ---------------- | ----------------------- |
| 2007  | 18  | 111             | —      | 42                 | —           | —                | —                       |
| 2008  | 19  | 94              | 39     | —                  | —           | —                | —                       |
| 2009  | 20  | 51              | 19     | 42                 | —           | —                | 37                      |
| 2010  | 21  | 44              | 29     | —                  | 32          | 32               | 13                      |
| 2011  | 22  | 58              | 46     | —                  | 50          | 30               | 18                      |
| 2012  | 23  | 45              | —      | —                  | 40          | 23               | 6                       |
| 2013  | 24  | 114             | 52     | —                  | —           | —                | —                       |
| 2014  | 25  | 59              | 50     | —                  | 32          | 33               | 16                      |
| 2015  | 26  | 121             | —      | —                  | 55          | —                | —                       |
| 2016  | 27  | 60              | 32     | —                  | 50          | 38               | —                       |
| 2017  | 28  | 62              | 29     | —                  | —           | 49               | —                       |
| 2018  | 29  | 58              | 25     | —                  | 54          | —                | 13                      |
| 2019  | 30  | 77              | 30     | —                  | —           | —                | —                       |
| 2020  | 31  | 75              | —      | —                  | 50          | —                | 12                      |
| 2021  | 32  | 67              | —      | —                  | 27          | 43               | —                       |

- Станом на 13 лютого 2021

### П'єдестали в окремих заїздах
- 1 п'єдестал – (1 СЛ)

| Сезон | Дата          | Місце проведення                | Дисципліна | Місце |
| ----- | ------------- | ------------------------------- | ---------- | ----- |
| 2009  | 30 січня 2009 | Гарміш-Партенкірхен (Німеччина) | Слалом     | 3-тє  |

## Результати на чемпіонатах світу
Усі результати наведено за даними Міжнародної федерації лижного спорту.
| Рік  | Вік | Слалом | Гігантський слалом | Супергігант | Швидкісний спуск | Гірськолижна комбінація |
| ---- | --- | ------ | ------------------ | ----------- | ---------------- | ----------------------- |
| 2007 | 18  | 27     | 27                 | –           | –                | –                       |
| 2009 | 20  | 17     | 27                 | НФ          | 22               | 10                      |
| 2011 | 22  | НФ     | 26                 | 27          | 12               | 9                       |
| 2017 | 28  | –      | –                  | 30          | 28               | 8                       |
| 2019 | 30  | 27     | –                  | –           | 33               | 18                      |
| 2021 | 32  |        |                    | 24          | 22               |                         |

## Результати на Олімпійських іграх
Усі результати наведено за даними Міжнародної федерації лижного спорту.
| Рік  |        |                    |             |                  |                         |       |
| Вік  | Слалом | Гігантський слалом | Супергігант | Швидкісний спуск | Гірськолижна комбінація |       |
| 2010 | 21     | 23                 | —           | НФ               | 20                      | 15    |
| 2014 | 25     | 19                 | НФ          | 16               | 18                      | 10    |
| 2018 | 29     | 18                 | —           | 25               | 19                      | Диск. |